# Platanthera robinsonii
Platanthera robinsonii är en orkidéart som beskrevs av Johannes Jacobus Smith. Platanthera robinsonii ingår i släktet nattvioler, och familjen orkidéer. Inga underarter finns listade i Catalogue of Life.